# ニューヨーク市の大学の一覧
以下はニューヨーク市の公立大学および私立大学の一覧である。

## 公立大学

### ニューヨーク市立大学

#### コミュニティ・カレッジ
- マンハッタン区コミュニティ・カレッジ（英語版）
- ブロンクス・コミュニティ・カレッジ（英語版）
- ガットマン・コミュニティ・カレッジ（英語版）
- ホストス・コミュニティ・カレッジ（英語版）
- キングス郡コミュニティ・カレッジ（英語版）
- ラガーディア・コミュニティ・カレッジ
- クイーンズ区コミュニティ・カレッジ（英語版）

#### 大学院大学
- ニューヨーク市立大学大学院センター
- ニューヨーク市立大学クレイグ・ニューマーク・ジャーナリズム学校（英語版）
- ニューヨーク市立大学法科学校（英語版）
- ニューヨーク市立大学医科学校（英語版）
- ニューヨーク市立大学専門教育学校（英語版）
- ニューヨーク市立大学公衆衛生学校（英語版）

#### 名誉大学
- ニューヨーク市立大学ウィリアム・E・マカーリー名誉校（英語版）

#### 4年制大学
- バルーク校
- ブルックリン校
- シティカレッジ
- スタテンアイランド校
- ハンター校
- ジョン・ジェイ犯罪学大学（英語版）
- リーマン校
- メドガー・エヴァース校（英語版）
- ニューヨーク市立工科大学（英語版）
- クイーンズ校
- ヨーク校

### ニューヨーク州立大学
- ニューヨーク州立ファッション工科大学
- ニューヨーク州立検眼大学（英語版）
- ニューヨーク州立大学ダウンステート・メディカル・センター（英語版）
- ニューヨーク州立エンパイア・ステート大学（英語版）
- ニューヨーク州立海事大学

## 私立大学
- エイリー大学（アルビン・エイリー（英語版）、アメリカの振付師）
- アルベルト・アインシュタイン医学校
- アメリカン・アカデミー・オブ・ドラマティック・アーツ
- アメリカン・アカデミー・マカリスター大学
- アメリカン・ミュージカル演劇アカデミー（英語版）
- ASA大学（英語版）
- バンク・ストリート教育大学（英語版）
- バード大学
  - バード大学院センター（英語版）
  - グローバリゼーションおよび国際問題プログラム
- バーナード・カレッジ
- バークレー・カレッジ
- 東べテル神学校
- ボリクア大学
- ブラムソンORT大学（英語版）
- ブライアクリフ大学-クイーンズ・センター（英語版）
- ブルックリン法科大学（英語版）
- クリスティーズ教育大学
- マウント・セント・ヴィンセント大学（英語版）
- ニューロシェル大学（英語版）
- コロンビア大学
  - 教育学大学院（英語版）
  - ユニオン神学校
  - コロンビア大学総合教育学校（英語版）
- クーパー・ユニオン
- コーネル大学
  - コーネルNYC技術大学（英語版）
  - ヴァイル・コーネル医科大学院（英語版）
  - ヴァイル・コーネル医科大学（英語版）
- デヴライ大学（英語版）
- ヨーロピアン経済学大学（英語版）
- フォーダム大学
- ホフストラ大学フランク・G・ザーブ・ビジネス学校（英語版）[1]
- 総合神学校（英語版）
- ゲルストナー・スローン・ケタリング生物医学大学院（英語版）
- グローブ技術大学（英語版）
- ヘブライ・ユニオン・カレッジ
- ヘレネ・ファルド看護大学（英語版）
- マウント・シナイ・イカーン医科大学
- アメリカ・ユダヤ教神学院
- ジュリアード音楽院
- ケラー経営学大学院（英語版）
- キングス大学（英語版）
- マーチャンダイジング実験大学（英語版）
- ロングアイランド・ビジネス大学-フラッシング
- ロングアイランド大学病院看護学校
- ロングアイランド大学（英語版）
- マンドル医療大学
- マンハッタン大学（英語版）
- マンハッタン音楽大学
- メリーマウント・マンハッタン大学（英語版）
- マーシー大学（英語版）
- メトロポリタン・ニューヨーク大学（英語版）
- モンロー大学（英語版）
- ニュースクール大学
  - ユージーン・ラング・リベラル・アーツ大学（英語版）
  - マネス音楽大学
  - ミラノ政策・経営・環境学校（英語版）
  - ドラマ学校（英語版）
  - パブリック・エンゲージメント学校（英語版）
  - ジャズ学校（英語版）
  - ニュースクール大学社会調査（英語版）
  - パーソンズ美術大学
- ニューヨーク芸術アカデミー（英語版）
- ニューヨーク・キャリア大学
- ニューヨーク演劇音楽大学（英語版）
- ニューヨーク精神分析学大学院
- ニューヨーク工科大学
- ニューヨーク法科大学（英語版）
- ニューヨーク・インテリア・デザイン大学
- ニューヨーク・アーバン・ミニストリー大学
- ニューヨーク神学校（英語版）
- ニューヨーク大学
  - ニューヨーク大学ギャラティン・インディビジュアライズド・スタディ学校（英語版）
  - ニューヨーク大学タンドン工科学校（英語版）
  - ニューヨーク大学法科学校
  - ニューヨーク大学医科学校（英語版）
  - ニューヨーク大学ティッシュ芸術学校（英語版）
- ニューヨーク建築大学
- ナイアック音楽大学（英語版）
- ペース大学（英語版）
- パシフィック東洋医学大学（英語版）
- フィリップス・ベス・イスラエル看護大学
- プラザ大学（英語版）
- プラット大学
- ラビ・アイザック・エルハナン神学校（英語版）
- リチャード・ギルダー大学院 - アメリカ自然史博物館
- ロックフェラー大学
- アメリカン・バレエ大学（英語版）
- ビジュアル・アーツ大学
- セント・フランシス大学（英語版）
- セント・ジョンズ大学
  - ニュー・ブランズウィック神学校（英語版）
- セント・ジョゼフ大学（英語版）
- サザビーズ芸術大学（英語版）
- スタジオ・マエストロ（英語版）
- スウィーディッシュ・マッサージ療法大学
- TCI工科大学（英語版）
- トウロ大学（英語版）
- トライステート鍼灸大学
- ボーン工科・航空工学大学（英語版）
- ワーグナー大学（英語版）
- ウッド・トベ-コバーン大学（英語版）
- イェシーバー大学
  - ベンジャミン・N・カドーゾ法科学校（英語版）